# Эдемагеноз
Эдемагеноз (Oedemagenosis) — миаз, вызванный паразитированием личинками оводов рода Oedemagena.
Возбудитель — Подкожный овод Oedemagena tarandi (Hypoderma tarandi), паразитирует в основном у северных оленей, изредка у человека. У оленей симптомы те же, что при гиподерматозе, однако в результате интенсивной инвазии проявляются значительно сильнее. На конце брюшка у самки имеется яйцеклад. Яйца паразита овальные, молочно-белого цвета, длиной 0,8 мм. Личинка 1-й стадии почти цилиндрической формы, длиной от 0,7 мм (после отрождения) до 9 мм (перед линькой); 2-й стадии — продолговато-овальная, длиной от 9 до 20 мм, белая; 3-й стадии — до 30 мм, в начале развития светлая, к концу его — тёмная. Пупарий в основном сохраняет форму зрелой личинки. Имаго покрыты густыми волосами: грудь спереди и сзади — зеленовато-жёлтыми, в средней части — чёрными, брюшко у основания — соломенно-жёлтыми и в остальной части тела ярко-рыжими.
Зафиксированные случаи эдемагеноза у людей в Скандинавских странах (Норвегии и др.).
У человека описан оральный миаз, вызванный личинками Oedemagena tarandi. При этом, у больного возникла эритема, отёк, конъюнктивит и опухоль в углу рта, из которой стала виднеться личинка.
Личинки Oedemagena tarandi могут вызывать и офтальмомиаз, обнаруживаясь в области стекловидного тела, при этом вызывая увеит.
Лечение: удаление личинок.
Прогноз благоприятный.